# Institut aéronautique et spatial
 (mars 2017).
Si vous disposez d'ouvrages ou d'articles de référence ou si vous connaissez des sites web de qualité traitant du thème abordé ici, merci de compléter l'article en donnant les références utiles à sa vérifiabilité et en les liant à la section « Notes et références ».
Pour les articles homonymes, voir IAS.
L'Institut Aéronautique et Spatial (IAS) est l'agence de formation continue à l'international de la filière industrielle aéronautique et spatiale française. Créé en janvier 1980 à Toulouse par le Groupement des industries françaises aéronautiques et spatiales (GIFAS),
La mission de l’IAS est de concevoir et de mettre en œuvre des solutions de formation continue en direction de professionnels étrangers (cadres et techniciens) du secteur aéronautique et spatial, partenaires et/ou clients des industriels français auxquels il est adossé via le GIFAS. 